# Neotherina
Neotherina is een geslacht van vlinders van de familie spanners (Geometridae), uit de onderfamilie Ennominae.

## Soorten
- N. consequens Prout, 1910
- N. imperilla Dognin, 1911
- N. inconspicua Dognin, 1914
- N. nomia Druce, 1892
- N. noxiosa Dognin, 1917